# Khaynach

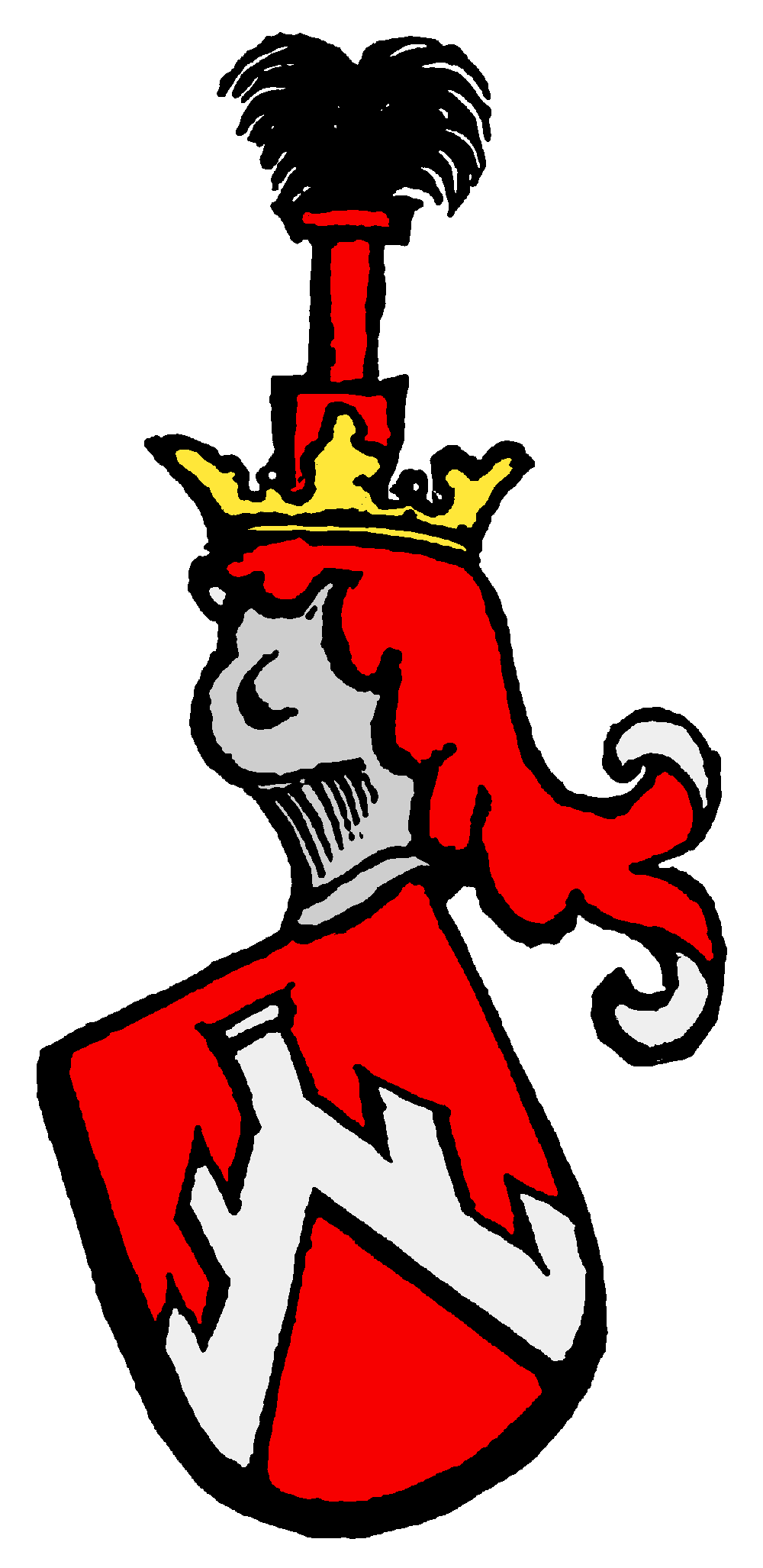
Stammwappen derer von Khaynach

Die Herren von Khaynach (auch: Kaynach, Khainach, Kainach o. ä.) sind ein österreichisches, später auch in Westfalen und im Rheinland ansässiges Adelsgeschlecht.

## Geschichte
Das Geschlecht erscheint erstmals mit Johann von Khaynach und dessen Ehefrau Eva von Ebersdorf im Jahr 1042. Als Stammsitz der Familie gilt der Turm zu Kainach beim Dorf Kainach in der Weststeiermark. Bereits damals war Ainoede bei Knittfeld im Herzogtum Krain im Besitz der Familie. Im Jahr 1060 werden Otto und Gilg urkundlich erwähnt. Mit Konrad I. lässt sich ab 1334 eine geschlossene Stammreihe der Khaynacher sicher nachweisen. In der folgenden Zeit dienten die Mitglieder der Familie als Ministeriale den Erzbischöfen von Salzburg sowie den Bischöfen von Seckau.
Die Brüder Helfrich Christoph und Matthias von Khaynach, ersterer war Herr des Schlosses Kainach in der Steiermark, wurden am 28. Juli 1553 in den Freiherrenstand erhoben. Helfrich ließ auch Schloss Kleinkainach nach einem Brand wieder aufbauen.

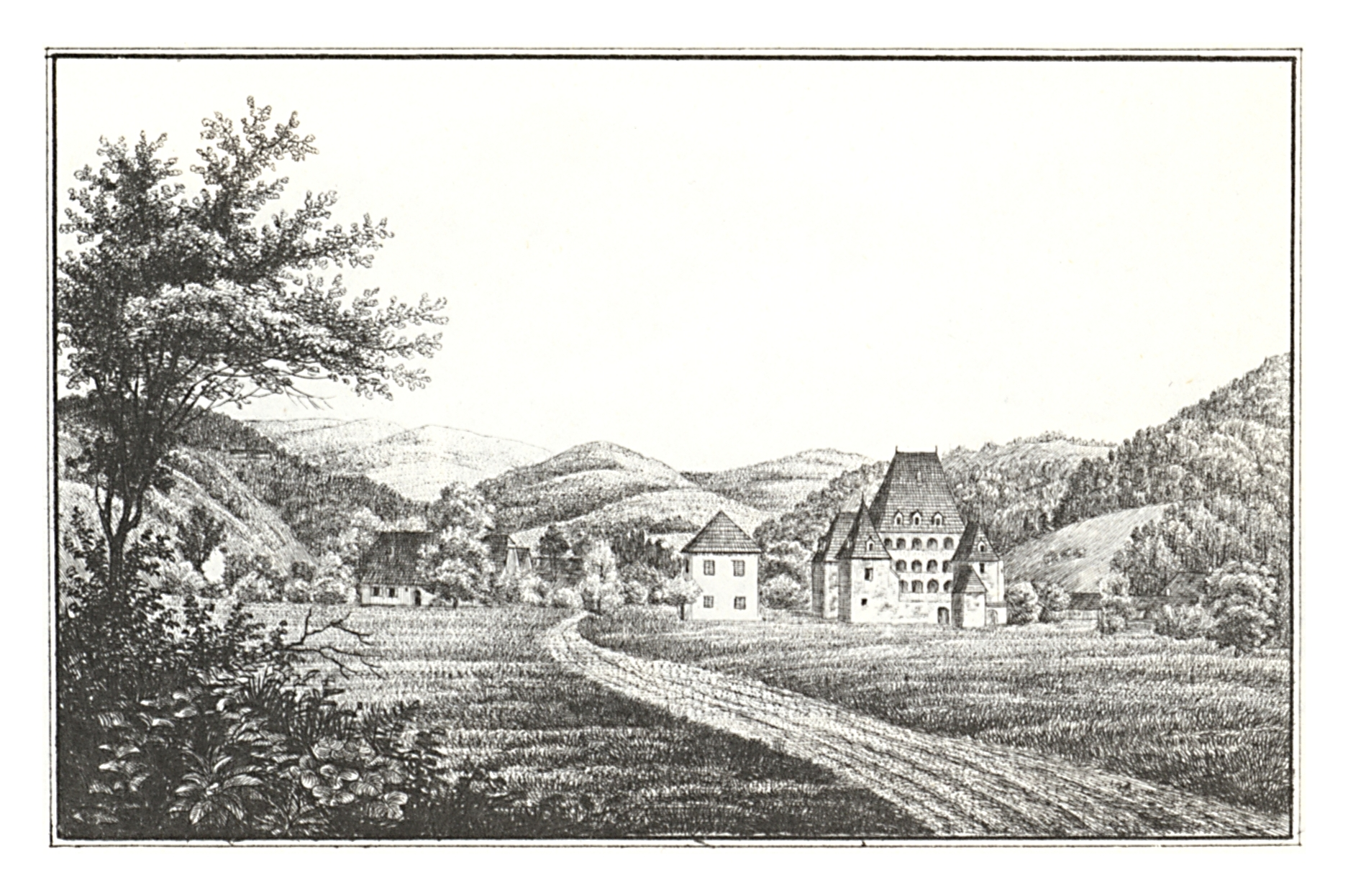
Schloss Kainach um 1830
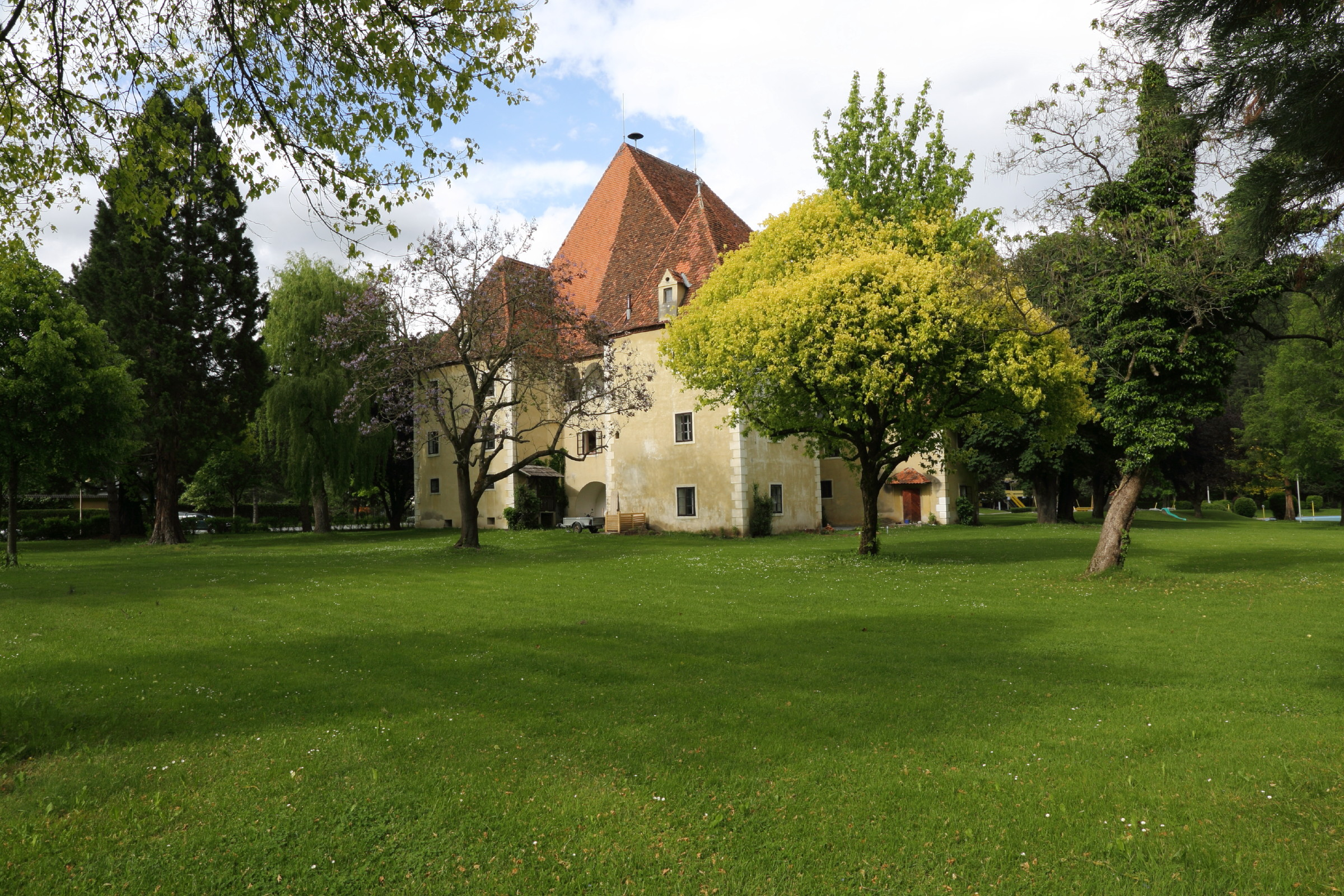
Schloss Kainach 2014
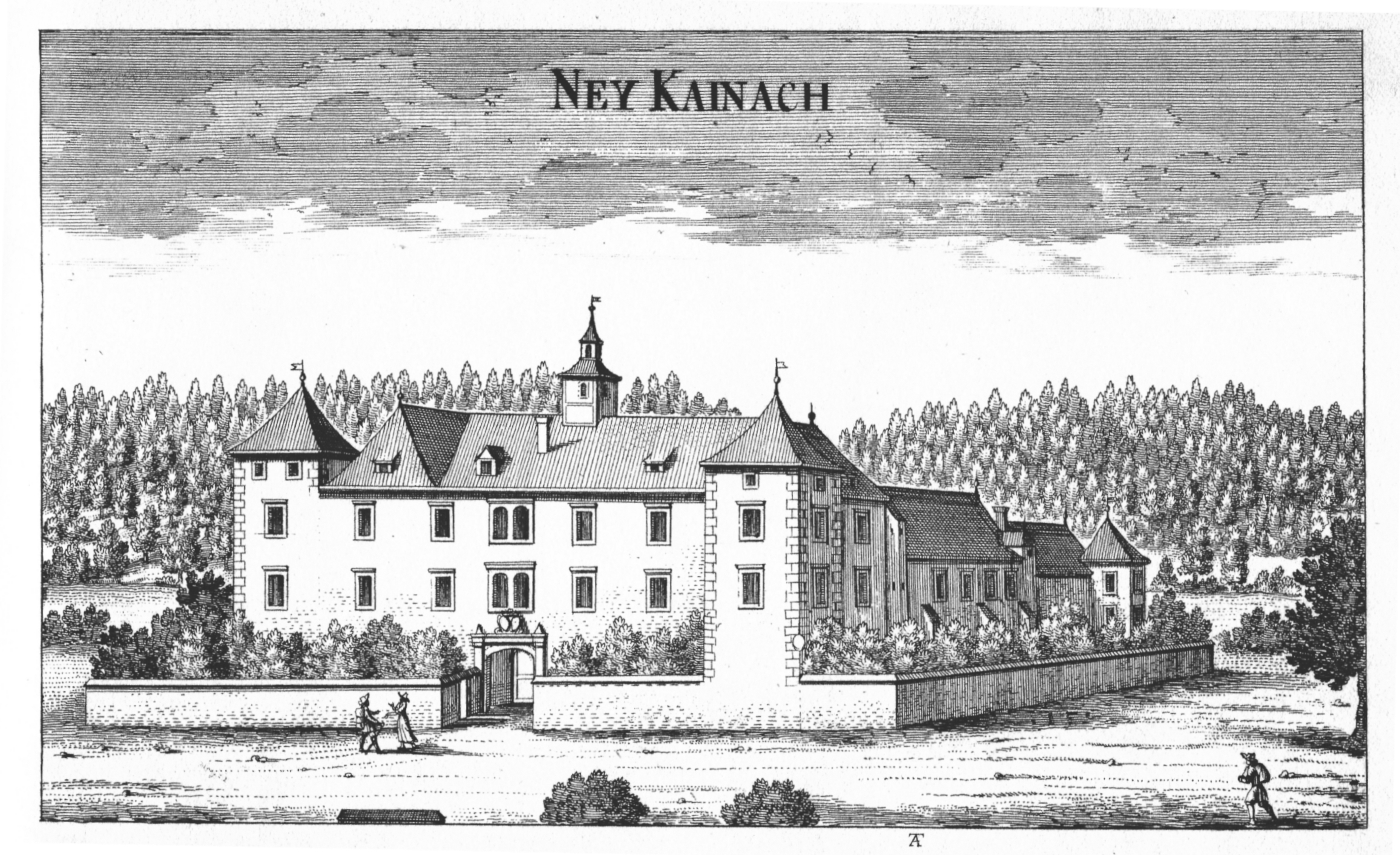
Schloss Kleinkainach 1681

Da die Mitglieder der Adelsfamilie protestantischen Glaubens waren, wanderten diese 1629 in die deutschen Reichsterritorien aus. In Westfalen und am Niederrhein besaßen die Herren von Khaynach Braunsberg (Kreis Neuwied) (urkundl. 1643), Dellwig (Kreis Hamm) (1671–1829), Eynatten (Kreis Eupen) (1705) und Leonroth (1705).

## Wappen
Blasonierung des Stammwappens: In Rot ein silberner, mit Zinnen geschmückter Hausgiebel. Auf dem gekrönten Helm ein silbern befiederter Vogelfuß. Die Helmdecken sind rot-silbern.
Abweichend zeigte die Helmzier auch einen wachsenden, gespalten silbern-rot gekleideten Mann, der eine über sich flatternde, silberne Fahne mit rotem Kreuz trägt. Fahne beschreibt die Helmzier als schwarzen Federbusch auf einer roten Säule. Außerdem beschreiben Fahne und Ledebur den Hausgiebel im Schild als golden.
Blasonierung des vermehrten Freiherrenwappens (1553): Geviert mit Mittelschild von Silber und Rot durch Zinnenschnitt gespalten. Felder 1 und 4 das Stammwappen. Felder 2 und 3 in Silber ein rot gekleideter Mann, den Finger auf den Mund gelegt. Drei gekrönte Helme: I. schwarze Vogelklaue, II. wachsender silberner Engel, eine wir der Mittelschild gezeichnete Fahne an goldener Stange schrägrechts vor sich haltend, die Flügel wie der Mittelschild gezeichnet, III. der Mann aus Feld 3/4 wachsend. Die Helmdecken sind rot-silbern.
Abweichend wird der Mann in den Feldern 2 und 3 und auf Helm III auch mit einem Kerbholz dargestellt.

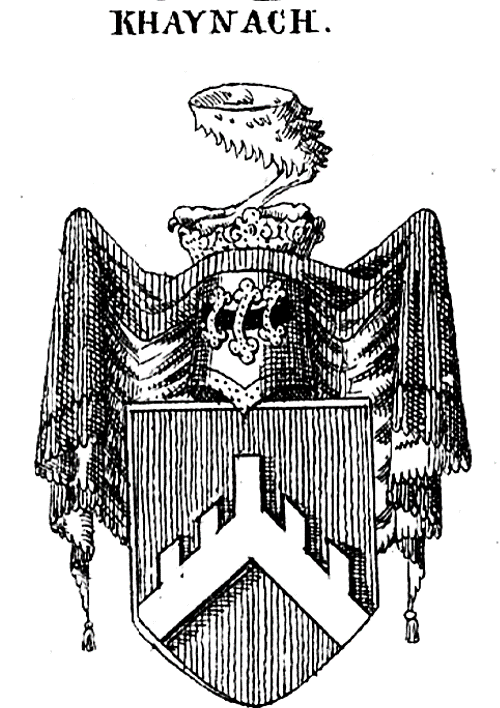
Stammwappen derer von Khaynach bei Siebmacher
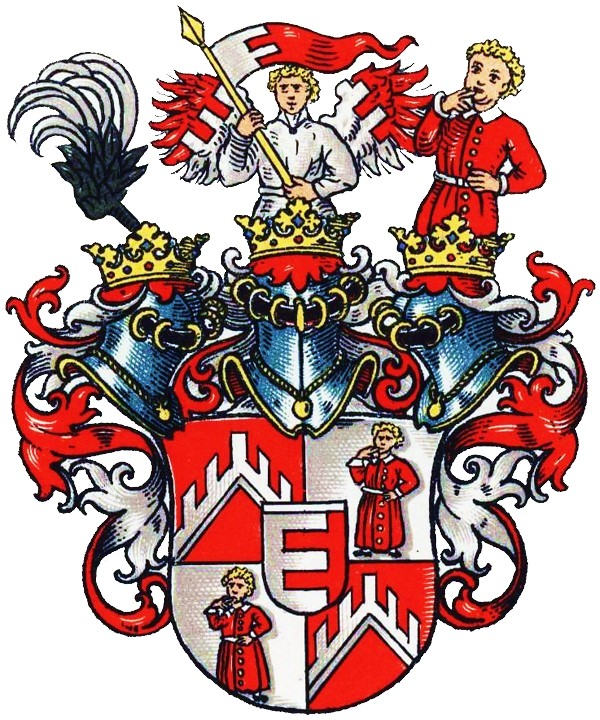
Freiherrenwappen derer von Khaynach

## Namensträger
- Friedrich von Khaynach (1867–1920), deutscher Maler der Düsseldorfer Schule sowie Schriftsteller